# Nobili Torino
Il Nobili Torino è stata una società calcistica italiana, con sede a Torino.

## Storia
Il Nobili Torino venne fondato nel 1889 per volontà di Luigi Amedeo di Savoia-Aosta, futuro duca degli Abruzzi, che ebbe la possibilità di conoscere il football in America durante un viaggio a bordo dell'Amerigo Vespucci, nave su cui era imbarcato come guardiamarina. Per fondazione risulta la seconda squadra più antica d'Italia, successiva solo al Torino FCC, nato nel 1887.
Era formata da rappresentanti della nobiltà cittadina, guidati dal già citato Luigi Amedeo di Savoia-Aosta e da Alfonso Ferrero de Gubernatis Ventimiglia.
L'attività calcistica era limitata a derby ante-litteram contro il Torino FCC.
Nel 1891 si fuse con il Torino FCC per dare vita all'Internazionale Torino, di cui Luigi Amedeo di Savoia-Aosta divenne presidente.